# ثيودور بلومفيلد
ثيودور بلومفيلد (بالإنجليزية: Theodore Bloomfield)‏ هو ملحن أمريكي، ولد في 14 يونيو 1923 في كليفلاند في الولايات المتحدة، وتوفي في 1 أبريل 1998 بسبب نوبة قلبية.

## وصلات خارجية
- ثيودور بلومفيلد على موقع مونزينجر (الألمانية)
- ثيودور بلومفيلد على موقع ميوزك برينز (الإنجليزية)